# Baldellou
Baldellou è un comune spagnolo di 133 abitanti situato nella comunità autonoma dell'Aragona.
Appartiene a una subregione denominata Frangia d'Aragona. Lingua d'uso, è, da sempre, una varietà del catalano occidentale con chiare influenze castigliane.